# Pelophylax chosenicus
Pelophylax chosenicus (лат.) — вид бесхвостых земноводных рода зелёных лягушек, ранее рассматривавшийся как подвид восточнокитайской лягушки. Эндемик Корейского полуострова, уязвимый вид.

## Классификация
Голотип данного вида описан в 1931 году Яйтиро Окадой как Rana nigromaculata chosenica; значительно позже, в 1990-е годы, было высказано предположение, что представители того же вида были описаны тем же автором в 1927 и 1928 годах как Rana temporaria coreana, однако типовые экземпляры этих исследований не сохранились. В 1956 году Фредерик Шеннон изменил классификацию этого таксона, приписав его к виду Rana plancyi, а в 1983 году Мицуро Курамото выделил его в отдельный вид. Этот вид в 1992 году, с выделением рода зелёных лягушек, был приписан к нему.

## Внешний вид и образ жизни
Отличительной чертой Pelophylax chosenicus являются две золотые полосы на спине. Эти лягушки ведут оседлый образ жизни, за день проделывая расстояние менее 10 м, не удаляясь больше чем на 7 м от водоёма, как в брачный сезон, так и в другое время года. Исключение составляет сезон спячки, когда P. chosenicus обнаруживали в предгорьях и на сухих полях на расстоянии до 40 м от водоёмов.

## Ареал и охранный статус
Популяция Pelophylax chosenicus, до 1980-х годов широко распространённых в сельскохозяйственных угодьях и заболоченных низменных местностях Кореи, позднее стала сокращаться и к началу второго десятилетия XXI века сохранилась только в нескольких изолированных локациях на западном побережье полуострова, вплоть до северокорейско-китайской границы. Возможно, что этот вид встречается также на территории КНР, но пока сообщений об этом не поступало. Исследование 2006—2009 годов на территории Республики Кореи выявило 26 отдельных колоний P. chosenicus в низменных областях на высотах не более 16,7 м над уровнем моря.
Естественной средой обитания вида являются заболоченные пруды и рисовые плантации; постепенный переход сельского хозяйства Республики Кореи с риса на другие злаковые культуры для P. chosenicus означает быстрое сокращение привычной среды обитания. Дополнительные угрозы связаны с загрязнением пресноводных водоёмов и развитием коммуникаций в сельской местности, а также конкуренцией со стороны лягушек-быков, появившихся в Южной Корее в начале 1970-х годов. С 2004 года P. chosenicus внесён в Красную книгу как уязвимый вид, а на следующий год ему был присвоен Министерством развития Кореи статус угрожаемого вида 2-й категории. Современный ареал вида частично находится на охраняемых природных территориях.